# Tanytarsus dispar
Tanytarsus dispar är en tvåvingeart som beskrevs av Carl Johan Lindeberg 1967. Tanytarsus dispar ingår i släktet Tanytarsus och familjen fjädermyggor. Inga underarter finns listade i Catalogue of Life.